# Martin Mrkos
Martin Mrkos (* 26. května 1984) je český politik a ekonom, v letech 2016 až 2024 zastupitel Kraje Vysočina, od roku 2018 starosta města Žďár nad Sázavou, člen hnutí STAN.

## Politické působení

### Komunální politika
V komunálních volbách v roce 2014 kandidoval jako nestraník za STAN na kandidátce subjektu ŽĎÁR – ŽIVÉ MĚSTO (tj. STAN a nezávislí kandidáti) do zastupitelstva Žďáru nad Sázavou. ŽŽM volby vyhrálo, když obdrželo 22,05 % hlasů a šest mandátů. Starostou města byl zvolen Zdeněk Navrátil a Martin Mrkos se stal zastupitelem.
V komunálních volbách v roce 2018 kandidoval do žďárského zastupitelstva z prvního místa kandidátky subjektu ŽĎÁR – ŽIVÉ MĚSTO. ŽŽM volby podruhé vyhrálo, když obdrželo 18,33 % hlasů a pět mandátů. Po volbách utvořili koalici zástupci ŽŽM, ANO 2011, KDU-ČSL a ODS, novým starostou byl zvolen Martin Mrkos.
V komunálních volbách v roce 2022 obhájil mandát zastupitele jako lídr uskupení ŽĎÁR – ŽIVÉ MĚSTO. ŽŽM volby již potřetí vyhrálo, když získalo 28,28 % hlasů a devět mandátů. Post zastupitele obhájil např. také bývalý starosta Zdeněk Navrátil. Po volbách se na koalici dohodli zástupci ŽŽM, ANO 2011 a nezávislých, KDU-ČSL a SOS Žďáru (tj. ČSSD a nezávislí kandidáti). Dne 21. října 2022 byl Martin Mrkos zvolen starostou města.

### Krajské a sněmovní volby
V krajských volbách v roce 2016 úspěšně kandidoval za STAN na kandidátce koalice „Starostové PRO VYSOČINU“ (tj. hnutí STAN a SNK ED) do Zastupitelstva Kraje Vysočina. Zastupitelem se stal i v roce 2020.
Ve volbách do Poslanecké sněmovny PČR v roce 2017 kandidoval v Kraji Vysočina za STAN, poslancem se však nestal.
Ve volbách do Poslanecké sněmovny PČR v roce 2021 kandidoval jako člen hnutí STAN na 16. místě kandidátky koalice Piráti a Starostové v Kraji Vysočina. Poslancem však zvolen nebyl.
Ve volbách v roce 2024 obhajoval z pozice člena hnutí STAN mandát zastupitele Kraje Vysočina, a to na kandidátce subjektu „STAROSTOVÉ PRO VYSOČINU“ (tj. hnutí STAN a SNK ED). Tentokrát však neuspěl, skončil jako čtvrtý náhradník.

## Ocenění
V květnu 2022 byl v soutěži Svazu měst a obcí vyhlášen Nejlepším starostou ve volebním období 2018–2022 za Kraj Vysočina.